# Kelč
Kelč är en stad i Tjeckien.   Den ligger i regionen Zlín, i den östra delen av landet, 250 km öster om huvudstaden Prag. Kelč ligger 349 meter över havet och antalet invånare är 2 623.
Terrängen runt Kelč är platt åt nordväst, men åt sydost är den kuperad. Terrängen runt Kelč sluttar norrut.Runt Kelč är det ganska tätbefolkat, med 58 invånare per kvadratkilometer. Närmaste större samhälle är Hranice, 9,7 km nordväst om Kelč. Trakten runt Kelč består till största delen av jordbruksmark.